# Roma (gudinde)
 For alternative betydninger, se Roma. (Se også artikler, som begynder med Roma)
Dea Roma er en romersk gudinde, der er en guddommelig repræsentation af den romerske stat og bruges som personifikation af byen Rom i kunsten. Efter at kristendommen blev Romerrigets statsreligion, forblev hun et symbol for imperiet og kejsermagten, men blev ikke dyrket som guddom længere.

## Oprindelse
I antikken blev byer personificeret ved en guddom og i langt de fleste tilfælde en gudinde. Normalt blev gudinden Tyche (Fortuna) brugt som model. Det lader ikke til, at Dea Roma blev skabt på grundlag af Fortuna, men at hun oprindeligt var et aspekt af den gamle etruskiske gudinde Minerva, men de blev i historisk tid opfattet som to adskilte gudinder. Minerva blev af romerne associeret med den græske gudinde Athene, og hendes nære tilknytning til byen Athen kan have påvirket opfattelsen af Minerva og dermed have skabt Dea Roma. 
De ældst kendte af fremstillingerne af Roma stammer fra romerske mønter fra 269 f.v.t. og igen på mønter fra Locri, som stammer fra 204 f.v.t.., det er dér blevet foreslået, at de folkeslag, som var underlagt romerne, tillagde Rom guddommelige egenskaber, jf de egenskaber, der var tillagt den senere kejser.
Kulten for Roma brugt til at fremme provinsernes loyalitet mod den romerske stat, og først sent blev der indviet et tempel til hendes kult i selve Rom. Augustus brugte Dea Roma i opbyggelsen af det nye kejserrige. Han fik opført templer for sig selv og Dea Roma overalt i imperiet, og fragmenter af hans propagandaskrift Res Gestae er udgravet i forbindelse med flere af disse templer. I provinserne blev Dea Roma på denne måde knyttet meget tæt til dyrkelsen af den romerske kejser.

## Dea Roma i kunst
På republikanske mønter blev kun Dea Romas afbildet, hvor hun bar en fjerprydet hjelm. I kejsertiden begyndte hun at blive afbildet i hel figur iført militærudstyr eller nogle gange siddende på en trone, og ofte blev hun ledsaget af dyder som virtus og victoria.